# Ring der O

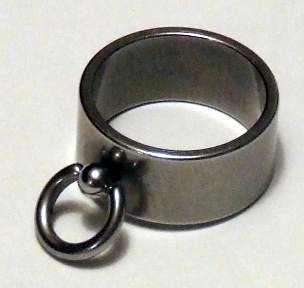
Ring der O in der gegenwärtig am weitesten verbreiteten Form

Der Ring der O ist ein Fingerring, der seit den 1990er Jahren ein verbreitetes Schmuckstück und Erkennungszeichen für Anhänger des BDSM ist. Er erhielt seinen Namen nach einem Ring, den die Protagonistin O in dem klassischen BDSM-Roman Geschichte der O von Pauline Réage trägt.

## Literarische Vorlage

Vereinfachtes Modell des literarischen Vorbilds mit der Triskele

Der Ring ist in der literarischen Vorlage ähnlich geformt wie ein Siegelring und trägt eine Triskele.

„… Der Mann hielt ihr nun eine kleine Holzkette mit lauter gleichen Ringen hin und bat sie, daraus einen Ring zu wählen, der an ihren linken Ringfinger passte. Es waren sonderbare Eisenringe, innen mit Gold gerandet; der breite, schwere Reif, ähnlich der Fassung eines Siegelrings, aber hochgewölbt, trug in Nielloarbeit ein goldenes Rad mit drei Speichen, die spiralenförmig gebogen waren, wie beim Sonnenrad der Kelten.“

Die symbolische Bedeutung in der Geschichte der O weicht von der im Bereich BDSM allgemein verbreiteten erheblich ab. Im Buch tragen lediglich devote „Sklavinnen“ diesen Ring, der ihnen im Rahmen ihrer Ausbildung verliehen wird. Hierbei sind die Ringträgerinnen verpflichtet, sich jedem Mann, der die Bedeutung des Rings kennt, zu unterwerfen. In der heutigen BDSM-Subkultur signalisiert der Ring lediglich die Zugehörigkeit zu dieser.

## Heutige Formen

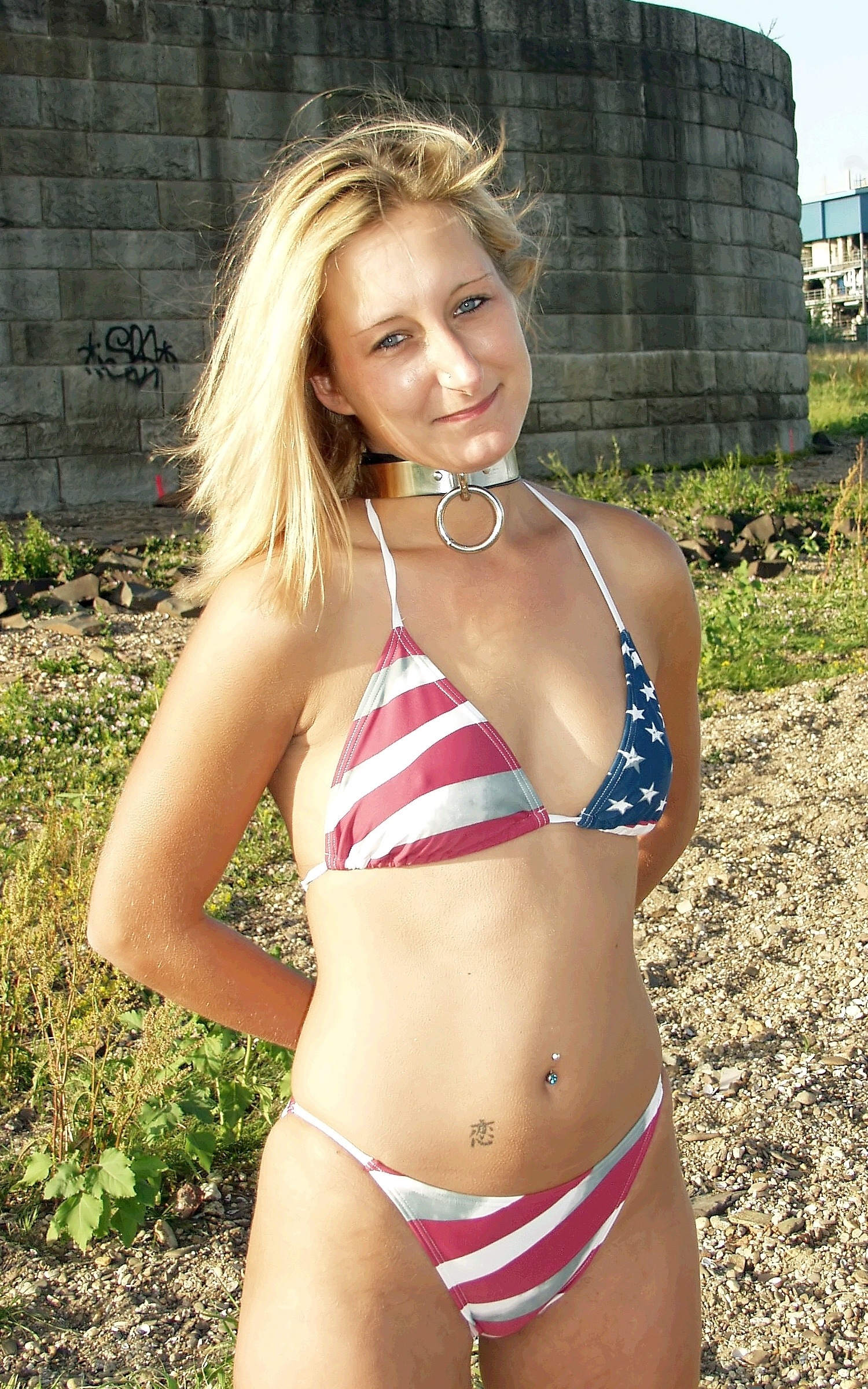
Sub (Bottom) mit Halsband im Design des Rings der O

In der ersten Literaturverfilmung des Romans Die Geschichte der O wurde der Ring als Fingerring, an dem über eine kleine aufgesetzte Kugel ein kleiner Ring beweglich befestigt ist, dargestellt. Er ähnelt einer Ringschelle, wie sie in größerer Ausfertigung zum Anketten von Tieren oder Gefangenen verwendet wurden.
Inspiriert von diesem Film wurden Fingerringe mit diesem Aussehen in deutschsprachigen BDSM-Kreisen schnell populär. Die erste Abbildung eines im Handel erhältlichen Rings in diesem Design erfolgte im September 1989 in Heft Nr. 4 der Schlagzeilen. Seine Entwicklung wird Jörg Hampel und Jan Scheu zugeschrieben. Seit Anfang der 1990er Jahre findet sich das Design des Rings zunehmend auch außerhalb des BDSM-Kontextes wieder. Entsprechende Modellvarianten existieren beispielsweise in der Schmuckkollektion von Calvin Klein und wurden teilweise auch von auf jugendliche Zielgruppen spezialisierten Modehausketten vertrieben.
Im englischsprachigen Raum hat sich, angetrieben von The Emblem Project, ein anderes Symbol für BDSM durchgesetzt, das in der Subkultur als das BDSM-Emblem bezeichnet wird und näher an das im Roman beschriebene Design des Rings der O angelehnt ist.

## Konventionen im Bereich BDSM
Es ist üblich, dass Doms (Tops) den Ring an der linken Hand und Subs (Bottoms) den Ring an der rechten Hand tragen.
In der Literaturvorlage trug O den Ring als Sub an der linken Hand. Aufgrund dieser unterschiedlichen Konvention kann nicht mit absoluter Sicherheit von der Trageseite des Rings auf die bevorzugte BDSM-Rolle geschlossen werden. Switcher tragen den Ring gelegentlich an einer Kette um den Hals.